# 埃里克·拉松 (拔河运动员)
埃里克·拉松（瑞典語：Erik Larsson，1888年5月14日—1934年8月23日），瑞典男子拔河运动员。他曾代表瑞典参加1912年夏季奥林匹克运动会拔河比赛，获得一枚金牌。